# Diocèse de Tortone
Le diocèse de Tortone (en latin : Dioecesis Derthonensis ; en italien : Diocesi di Tortona) est un diocèse de l'Église catholique en Italie, suffragant de l'archidiocèse de Gênes et appartenant à la région ecclésiastique de Ligurie.

## Territoire
Il est situé sur trois provinces qui sont dans trois régions d'Italie différentes : la plus grande partie est dans la province d'Alexandrie de la région du Piémont, le reste de cette province est dans l'archidiocèse de Gênes et les diocèses d'Asti, d'Acqui, d'Alexandrie et de Casale Monferrato. Une autre partie est dans la province de Pavie en Lombardie dont le reste est partagé par les diocèses de Vigevano et Plaisance-Bobbio et par l'archidiocèse de Verceil. Enfin, la plus petite partie est dans la Ville métropolitaine de Gênes en Ligurie, le reste de cette ville métropolitaine est dans les diocèses de Plaisance-Bobbio, Savone-Noli, et Chiavari.
Son territoire est de 2 350 km2 divisé en 313 paroisses regroupées en 11 archidiaconés. L'évêché est à Tortone avec la cathédrale de l'Assomption et de saint Laurent. Dans la même ville, le sanctuaire Notre-Dame-de-la-Garde conserve le corps de saint Louis Orione.

## Histoire
Selon la tradition, le diocèse de Tortone remonte aux premières décennies du IIe siècle. San Marcien, mort martyr en 120, est considéré comme l'évangélisateur de la région et le 1er évêque du diocèse. Cependant, le texte le plus ancien concernant le saint, composé entre le VIIIe siècle et le IXe siècle, ne lui donne pas du tout le titre d'évêque et encore moins celui de premier évêque de Tortone.
Beaucoup des premiers évêques attribués par la tradition au siège de Tortona sont martyrisés et vénérés comme saints. Selon
Lanzoni (it), il s'agit d'une liste épiscopale très suspecte, apparemment, collectée au XVIe siècle pour ramener les débuts de Tortona au Ier siècle. Le diocèse est historiquement attesté au IVe siècle avec le premier évêque connu de Tortone, Innocent, qui vit vers le milieu du IVe siècle ; Exupérance le suit, qui participe au concile d'Aquilée en 381. L'évêque Quinzio participe au concile provincial de Milan en 451. Un évêque anonyme de Tortone est mentionné dans une lettre de Grégoire le Grand à l'évêque Constant de Milan en 599. Ce sont les seuls évêques historiquement documentés au cours des six premiers siècles chrétiens. À l'origine, le diocèse est suffragant de l'archidiocèse de Milan.
Tortone sort indemne des invasions barbares ; en effet, il accroît sa juridiction territoriale, qui atteint le Pô et la mer de Ligurie, et à partir de la fin du IXe siècle, la suprématie civile des évêques de Tortone commence à s'affirmer. Le roi Bérenger Ier attribue la juridiction de Voghera à l'évêque de Tortone, la séparant de celle de Bobbio ; ce qui est confirmé par Otton Ier, qui attribue des droits au prélat de Tortone sur la zone urbaine environnante. Les droits du comte évêque sont cependant limités à la fois par le comte du comté de Tortone (it) et par ceux des grands monastères possédants qui jouissent d'une large immunité sur leurs terres. L'évêque Giselprand est chancelier de Lothaire et en même temps abbé de Bobbio ; à l'évêque Gerebert, l'empereur Otton II confirme en 979 tous les biens appartenant à son église et aussi la juridiction civile sur Tortone. Ce pouvoir civil a duré de jure jusqu'en 1784.
À partir du XIe siècle, le vaste territoire du diocèse commence à être démembré pour l'érection des diocèses environnants. En 1014, Tortone cède une partie de son territoire au profit de l'érection du diocèse de Bobbio ; en 1175, le diocèse d'Alexandrie est érigé avec un territoire pris en partie de celui de Tortone ; en 1248, par la bulle du pape Innocent IV, les pièves des vallées de Lemme (it) et Scrivia sont retirées de Tortone et assignées à l'archidiocèse de Gênes. D'après les archives du premier synode diocésain de 1595, célébré par Mgr Gambara, il apparaît que le diocèse est composé de 33 pièves, 180 paroisses, 5 collégiales, 137 églises non paroissiales, 125 confréries, 45 monastères et couvents des deux sexes, et 20 hôpitaux. D'après les archives du deuxième synode diocésain, convoqué par Mgr Settala en 1673, le diocèse est organisé en 8 régions.
Sous la pression du gouvernement français, Pie VII supprime le diocèse par la bulle Gravissimis causis adducimur du 1er juin 1803 et le territoire est agrégé, d'abord à celui d'Alexandrie, puis à celui du diocèse de Casale Monferrato en 1805, et l'évêque est contraint de renoncer à son siège. Le siège de Tortone est rétabli le 17 juillet 1817 par la bulle Beati Petri du pape Pie VII avec un territoire modifié par rapport au passé. Il perd 22 paroisses au profit des diocèses d'Alexandrie et d'Acqui, mais en acquiert 67 des diocèses de Pavie et Plaisance. Par la même bulle, le diocèse entre dans la province ecclésiastique de l'archidiocèse de Gênes.

## Sources
- (en) http://www.catholic-hierarchy.org